# 켈리 킬로렌 벤시몬
켈리 킬로렌 벤시몬(Kelly Killoren Bensimon, 1968년 5월 1일~)은 미국의 전직 모델, 사업가, 작가이다.